# Gundelach Bruzelius
Magnus Gundelach Bruzelius (i riksdagen kallad Bruzelius i Kristianstad), född 13 januari 1842 i Lund, död 23 december 1917 i Stockholm, var en svensk jurist och politiker. Han var son till Arvid Sture Bruzelius.
Gundelach Bruzelius avlade hovrättsexamen vid Lunds universitet 1862 och gjorde sedan karriär i domstolsväsendet. År 1891 utsågs han till hovrättsråd vid Hovrätten över Skåne och Blekinge. Han hade också kommunala uppdrag i Kristianstad och var fullmäktigeledamot i Kristianstads läns landsting 1884–1885 samt 1891–1900.
Han var riksdagsledamot i andra kammaren 1891–1899, fram till 1896 för Kristianstads och Simrishamns valkrets och från 1897 för Kristianstads stads valkrets. I riksdagen tillhörde han från 1891 andra kammarens center, men efter dess upplösning övergick han 1894 till Frihandelsvänliga centern. Då denna grupp i sin tur övergick i Friesenska diskussionsklubben år 1897 valde han inledningsvis att stå utanför, men anslöt sig 1899. I riksdagen var han bland annat ledamot i lagutskottet 1893–1897, år 1897 som vice ordförande. I riksdagen skrev han tre egna motioner bland annat om ökade anslag till Kristianstads högre allmänna läroverk och om inrättande av ett riksbankens avdelningskontor där.